# Guinée thuộc Pháp
Guinée thuộc Pháp (tiếng Pháp: Guinée française) là một xứ bảo hộ của Pháp ở Tây Phi. Xứ này hình thành vào năm 1899 trên cơ sở tách ra từ Sudan thuộc Pháp và nằm trong Tây Phi thuộc Pháp, tuyên bố độc lập vào năm 1958 khi bác bỏ Hiến pháp 1958 của Charles de Gaulle. Lúc đó, Guinée thuộc Pháp là xứ thuộc địa duy nhất dám từ chối hiến pháp mới. Xứ này nay là nước Guinée.